# Platyhypnidium rigidissimum
Platyhypnidium rigidissimum là một loài Rêu trong họ Brachytheciaceae. Loài này được (Dixon & Sakurai) Sakurai miêu tả khoa học đầu tiên năm 1954.